# Damarpura
Damarpura is een bestuurslaag in het regentschap Ogan Komering Ulu Selatan van de provincie Zuid-Sumatra, Indonesië. Damarpura telt 2263 inwoners (volkstelling 2010).